# Frequencies
Frequencies ist ein britischer Independent-Film von Darren Paul Fisher aus dem Jahr 2013. Premiere hatte er am 24. Juli 2013 beim Fantasia International Film Festival. In Deutschland erschien er am 23. Juni 2015 direkt auf DVD.

## Handlung
Der Film spielt in einer alternativen Wirklichkeit, deren seltsame Eigenschaften den Zuschauern erst nach und nach klarer werden. Klassenunterschiede sind in der Welt der Filmerzählung kein Ergebnis der Geschichte, sondern unterliegen den Naturgesetzen: Kinder werden mit einer bestimmten 'Frequenz' geboren, die zwar für das bloße Auge nicht sichtbar ist, sich aber auf das Schicksal im späteren Leben auswirkt. Die Frequenz 1 bedeutet, für immer vom Unglück verfolgt zu sein, 100 ist das genaue Gegenteil.
Zak hat eine sehr niedrige Frequenz, und obwohl es ihm verboten ist, eine romantische Beziehung mit einer Person einzugehen, deren Frequenz sehr hoch ist, verliebt sich der Teenager ausgerechnet in die gefühlskalte Marie. Je größer die Frequenzunterschiede, desto weniger kompatibel ist ein Paar, und dies hat auch ganz praktische Konsequenzen: Wenn die beiden zu lange miteinander Zeit verbringen, kann die Natur dieses Ungleichgewicht nicht aushalten. Stehen Zak und Marie länger als 60 Sekunden beisammen, dann geschehen ungewöhnliche Dinge – so bildet sich beispielsweise am Himmel über Zak ein Mini-Gewitter, oder aus einem Linienflugzeug fällt Reisegepäck, oder alle Hunde in der Gegend schlagen an. Um dennoch mit dem Mädchen seiner Träume zusammen sein zu können, sucht Zak nach einer Methode, die Naturgesetze zu umgehen. Seine Versuche glücken jedoch alle nur temporär.
Der erste Teil der Geschichte wird dreimal erzählt, zuerst aus Maries Sicht, dann aus Zaks Sicht und zuletzt aus Theos Sicht.
Schon in seiner Kindheit weiß Theo von seinem Vater vom 'Manual', das zweisilbige Worte enthält, die wie Zaubersprüche wirken sowie temporär die 'Frequenz' von Personen beeinflussen. Sein Vater erklärt als Komponist, dass komplexe Musik die Worte aus dem Manual unwirksam macht, weil das Neuronale Netz durch die Kompositionen zu stark in Anspruch genommen wird. Speziell seit Wolfgang Amadeus Mozart sei deshalb der Gebrauch des 'Manuals' sukzessive zurückgegangen. Theo findet noch etwas anderes in Mozarts Musik: ein besonderes Muster. Dieses Muster bestärkt ihn in seinem Glauben, alles Geschehen sei vollkommen determiniert. Er arbeitet an einer Software, die schließlich – davon ist er überzeugt – alle menschlichen Handlungen und alle Ereignisse zuverlässig vorhersagen wird. Andererseits scheint Theo dabei zu helfen, Zaks und Maries Frequenzen aneinander anzugleichen, und offenbar steht er als Mastermind hinter allen Entwicklungen der Story. Wenn nun Theo als überzeugter Determinist recht behält, dann waren seine mutwilligen Manipulationen als Puppenspieler ebenso vorherbestimmt wie alles andere.

## Hintergrund
Frequencies erschien am 24. Juli 2015 auf DVD.

## Rezeption
Bei Frequencies handelt es sich um eine Liebesgeschichte mit Anklängen an Orwell und Huxley. Der Film mischt Science Fiction und Romanze zu einer Geschichte, in der zwei Menschen keine Liebesbeziehung miteinander haben dürfen, weil es die Natur untersagt. Oliver Armknecht von film-rezensionen.de hebt besonders den wohlüberlegten Einsatz der knappen Mittel durch die Macher des Films hervor: Von Anfang an geht Regisseur und Drehbuchautor Darren Paul Fisher hier ganz eigene Wege, zeigt, dass man auch mit minimalem Budget eine packende Sci-Fi-Geschichte erzählen kann, wenn die Ideen da sind. Bei Rotten Tomatoes konnte Frequencies alle sieben verzeichneten Kritiker überzeugen. Das Publikum gab ihm 3,9 von 5 Punkten. Der Film wurde 2014 beim Kansas City FilmFest für seine Erzählstruktur von der Jury mit einem Kansas City FilmFest Award ausgezeichnet.

## Synchronisation
Die deutschen Synchronisationsarbeiten von Frequencies wurden 2015 von der Metz-Neun Synchron Studio- und Verlags GmbH übernommen. Die Sprecher in der von der Deutschen Synchronkartei genannten Reihenfolge sind:
| Darsteller             | Deutscher Sprecher      | Rolle               |
| ---------------------- | ----------------------- | ------------------- |
| Timothy Block          | Renier Baaken           | Bridges             |
| Eleanor Wyld           | Carolin Sophie Göbel    | Marie               |
| Lily Laight            | Katharina von Daake     | Marie (Kind)        |
| Georgina Minter-Brown  | Nina Amerschläger       | Marie (Teen)        |
| Emma Powell            | Gisa Bergmann           | Miss Anderson       |
| Doris Zajer            | Monika Müller-Heusch    | Miss Fortune        |
| David Barnaby          | Michael Deckner         | Mr. Fortune         |
| David Broughton-Davies | Sascha Nathan           | Mr. Strauss         |
| Ria Carroll            | Nora Jokhosha           | Nicola              |
| Jasmine San            | Dagmar Bittner          | Nicola Tesla (Kind) |
| Kayti Moran            | Dagmar Bittner          | Nicola Tesla (Teen) |
| Owen Pugh              | Daniel Montoya          | Theo                |
| Ethan Turton           | Leo Amic                | Theo (Kind)         |
| Tom England            | Isaak Dentler           | Theo (Teen)         |
| Daniel Fraser          | Louis Friedemann Thiele | Zak                 |
| Charlie Rixon          | Luca Kron               | Zak (Kind)          |
| Dylan Llewellyn        | Marco Sven Reinbold     | Zak (Teen)          |